# Cealaltă Rusie
Cealaltă Rusie (în rusă: Другая Россия) este un partid politic din Rusia. În prezent, conducătorul partidului este Eduard Limonov.